# Kristof Van Hout
Kristof Van Hout (Lommel, 9 de fevereiro de 1987) é um ex-futebolista belga que atuava como goleiro.
Na Bélgica, Van Hout tem duas passagens pelo KV Kortrijk e uma passagem pelo Standard Liege e Genk. No início da primeira temporada da Indian Super League ele transferiu-se para o Delhi Dynamos.
Tem como principal reconhecimento ser o jogador de futebol mais alto do mundo em atividade com 2,08 metros de altura.

## Títulos
Genk
- Copa da Bélgica (1): 2012–13